# 科荷馬縣 (密西西比州)
是美國密西西比州西北部密西西比三角州的一個縣，西隔密西西比河與阿肯色州相望。面積1,510平方公里。根据美國2000年人口普查，共有人口30,622人。縣治克拉克斯代爾 （Clarksdale）。
目前的縣成立於1836年2月9日。縣名是印第安語「紅豹」的意思。